# Barrisca kochalkai
Espèce
Barrisca kochalkai est une espèce d'araignées aranéomorphes de la famille des Trechaleidae.

## Distribution
Cette espèce se rencontre en Colombie et au Venezuela.

## Description
La femelle holotype mesure 7,27 mm.

## Étymologie
Cette espèce est nommée en l'honneur de John A. Kochalka.

## Publication originale
- Platnick, 1978 : A revision of the spider genus Barrisca (Araneae, Rhoicininae). Journal of Arachnology, vol. 6, p. 213-217 (texte intégral).